# Idiotrochus
Idiotrochus is een geslacht van koralen uit de familie van de Turbinoliidae.

## Soorten
- Idiotrochus alatus Cairns, 2004
- Idiotrochus emarciatus Duncan, 1865
- Idiotrochus kikutii (Yabe & Eguchi, 1941)